# Neogaya simplex
Neogaya simplex är en växtart i släktet Neogaya och familjen flockblommiga växter. Den beskrevs av Carl von Linné som Laserpitium simplex, och fick sitt nu gällande namn av Carl Daniel Friedrich Meisner 1837.
Arten är en perenn ört som växer i bergstrakter från centrala Europa till ryska Fjärran Östern.